# Mirosław Ząbek
Mirosław Ząbek (ur. 28 sierpnia 1956) – polski lekarz neurochirurg, nauczyciel akademicki, doktor habilitowany nauk medycznych, profesor CMKP.

## Życiorys
W 1981 ukończył studia medyczne na kierunku lekarskim w Akademii Medycznej w Warszawie. Specjalista w zakresie neurochirurgii i neurotraumatologii (I stopień w 1984 i II stopień w 1986).
Stopień doktora nauk medycznych uzyskał w 1988 w Akademii Medycznej w Warszawie. W 1995 w tej samej uczelni uzyskał stopień doktora habilitowanego na podstawie pracy pt. Ocena i kliniczne znaczenie dynamiki skurczu naczyniowego u chorych po krwawieniu podpajęczynkówkowym z pękniętego tętniaka.
Odbył szereg staży i szkoleń. Odbył m.in. Europejskie Szkolenie Neurochirurgiczne (1987–1991), jak również indywidualne neurochirurgiczne staże szkoleniowe w Finlandii, Niemczech, Szwecji, Włoszech, Hiszpanii, Francji, Stanach Zjednoczonych, Belgii i Japonii. Ukończył również europejskie szkolenia w zakresie wertebroplastyki, kyphoplastyki, operacji oraz artroplastyki kręgosłupa szyjnego i lędźwiowego, małoinwazyjnych operacji kręgosłupa oraz leczenia bólu za pomocą stymulacji układu nerwowego.
Kierownik Kliniki Neurochirurgii i Urazów Układu Nerwowego Centrum Medycznego Kształcenia Podyplomowego, zlokalizowanej w Mazowieckim Szpitalu Bródnowskim. Wieloletni konsultant krajowy w dziedzinie neurochirurgii.
Członek towarzystw naukowych w tym m.in. dwukrotnie prezes Warszawskiego Oddziału Polskiego Towarzystwa Neurochirurgów.
Wykonał ok. 3000 operacji tętniaków mózgu. Jako jeden z nielicznych na świecie przeprowadził serię operacji mózgu w krążeniu pozaustrojowym i głębokiej hipotermii. Ponadto zasłynął przeprowadzeniem pionierskich w Polsce operacji takich jak np. operacja wszczepienia stymulatora mózgu w leczeniu dystonii, operacja wszczepienia elektrod do głębokich struktur mózgu w zespole Tourette’a, seria operacji głębokiej stymulacji mózgu chorych z chorobą Parkinsona.
Autor lub współautor ponad 170 publikacji z zakresu medycyny, w tym książek, prac poglądowych i rozdziałów w podręcznikach. Redaktor podręcznika pt. Zarys neurochirurgii dla lekarzy i studentów medycyny.
W wyborach do Parlamentu Europejskiego w 2004 roku bezskutecznie ubiegał się o mandat, startując z pierwszego miejsca w okręgu nr 4 z komitetu Polskie Stronnictwo Ludowe. 

## Odznaczenia i nagrody
- Krzyż Kawalerski Orderu Odrodzenia Polski (2017)[8]
- Złoty Krzyż Zasługi(2005)[9]
- Złoty Medal „Zasłużony dla Nauki Polskiej Sapientia et Veritas” (2023)[10]
- Odznaka Honorowa „Zasłużony dla Mazowsza” (2023)
- Laureat konkursu „Wybitny Polak” (2024)[11]